# 中国股票市场

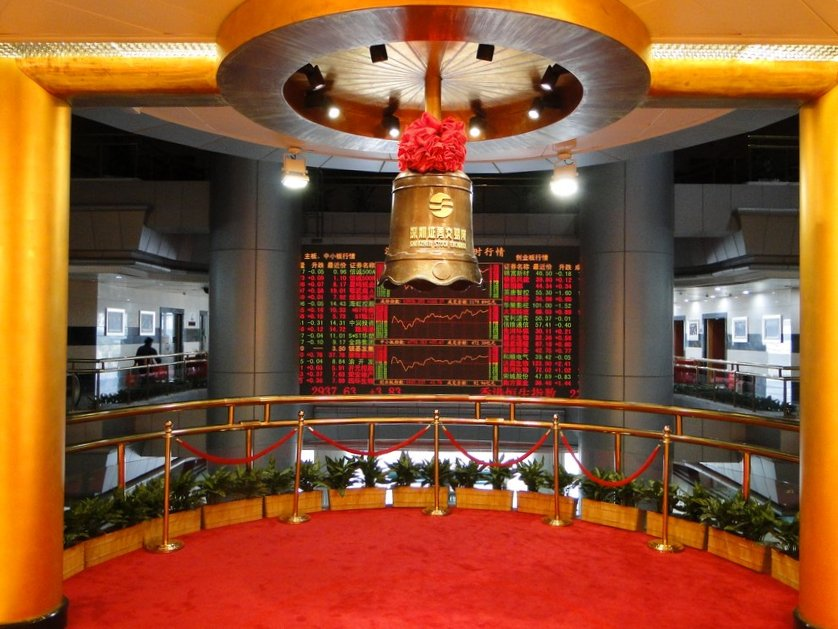
深交所看板

中华人民共和国股市或中国股市一般指中国大陆在“改革开放”后的股市，有时包含香港联交所的股市。

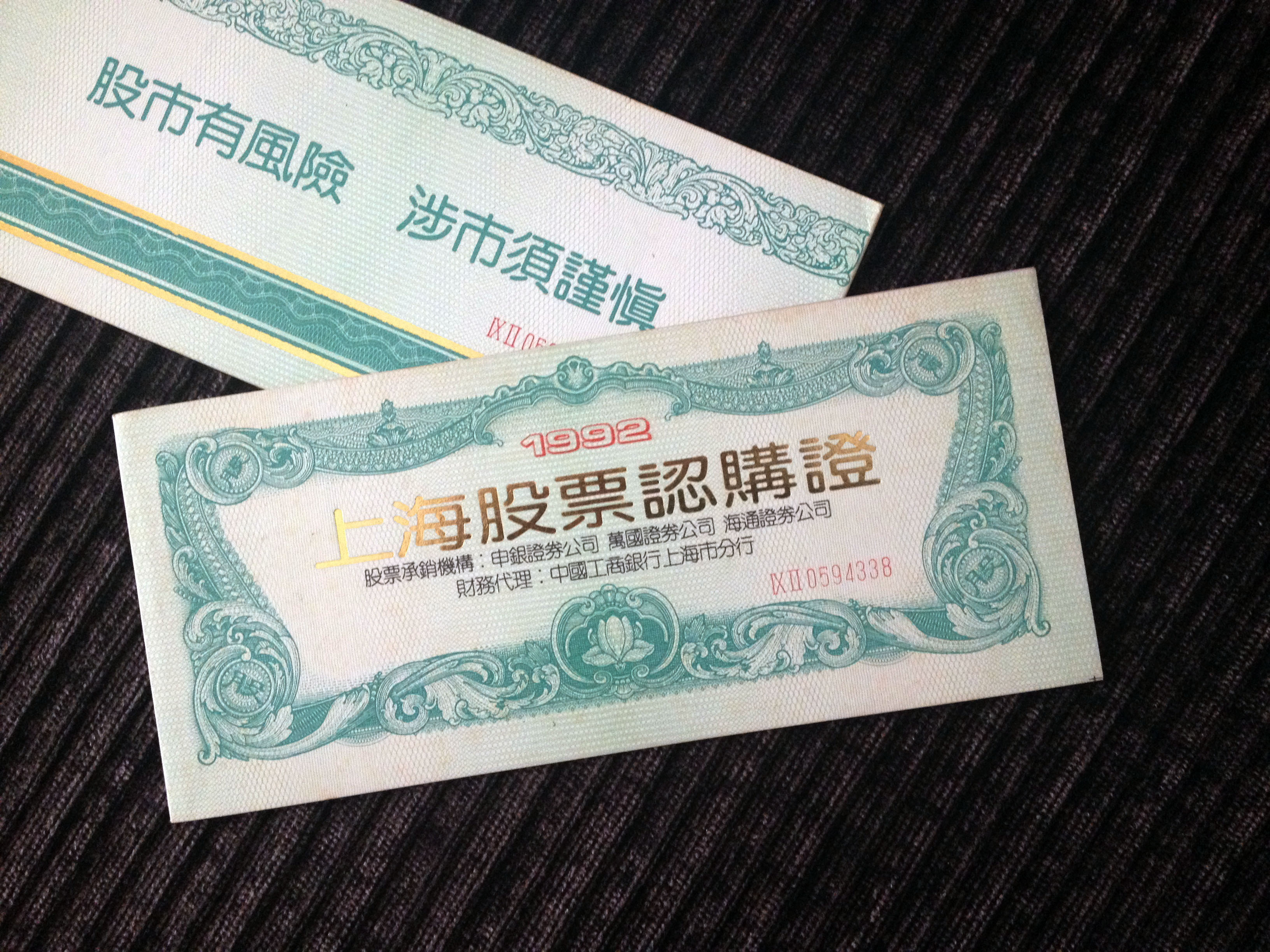
1992年早期股票收條

## 结构
中国股市（大陆地区）主要由上海证券交易所和深圳证券交易所的上市公司股票构成，如包含香港则亦包含香港联交所上市的公司。并有所谓“新三板”的柜台交易股票。2009年，深圳证券交易所推出中小企业创业板。2019年，上海证券交易所推出科创板。2020年，“新三板”推出公开向合格投资者发行证券的精选层，并于2021年转型为北京证券交易所。
现时，中国大陆的证券交易的监管机构为中国证券监督管理委员会，属国务院直属事业单位。

## 歷史

### 1949年以前
1891年，上海掮客公会成立，1904年更名为上海证券交易所。
1920年，由上海股票商业公会改组成立“上海华商证券交易所”。抗日战争以前绝大部分交易为公债投机。1937年抗日战争爆发后，该所奉命停业。1943年9月29日在日伪当局的压力下复业。1945年8月18日该所被重庆政府下令查封停业。1946年5月南京政府宣布要恢复股票交易，责成杜月笙牵头筹备。1946年9月16日上海证券交易所正式开业，上市股票以华商工矿企业为主。
1948年2月15日，天津证券交易所开业。
1949年5月27日解放军进入上海，6月10日上午荷枪实弹全副武装，突然袭击查封上海证券交易所，并当场逮捕交易商238名，上海证券交易所自此关闭。

### 1949-1952年
1949年，随着第二次国共内战进入尾声，中国共產黨逐步控制中国大陆的大部分城市。
1949年初，中国人民解放军占领天津，天津是当时中国第二大工商业城市和北方最大的金融商贸中心。最初，天津市军管会为稳定市场，打击金银外币买卖活动并明令停止证券交易活动。后为稳定商品市场、吸收部分社会游资以及调动私营工商业者恢复和发展生产的积极性，决定放开股票交易，1949年6月1日，天津市证券交易所正式开业。
1950年2月1日，北京市证券交易所正式开业。
1951年11月，天津市投资公司发行的股票上市。
1952年初，开展“三反五反运动”后，中国政府开始对私营经济全面实行社会主义改造。天津市证券交易所和北京市证券交易所宣布停业清理，中国大陆建立长期资金市场的设想就此搁浅。

### 1986年，證券業改革試點
1986年8月5日，人民银行批准沈阳市信托投资公司主办的沈阳证券交易市场开始办理有价证券柜台转让。同年9月26日中国工商银行上海信托投资公司静安证券部門，开始挂牌交易“小飞乐”和“延中实业”的股票。
1987年9月27日，深圳特区证券公司成立，也是第一家证券公司。
1988年7月9日，人民银行召开证券市场座谈会由人行牵头组成证券交易所研究设计小组。

### 1990年，證券業改革開放
1990年11月，深圳证券登记有限公司开始试营业。
1990年12月19日，上海举行上海证券交易所开业典礼。时任中共上海市委书记、上海市市长的朱镕基在浦江饭店敲响上证所开业的第一声锣。上市交易的仅有30种国库券、债券和被称为“老八股”（延中实业、电真空、大飞乐、小飞乐、爱使、申华、豫园、兴业）的股票，当时股票涨跌幅限制为5%。
1991年4月，深圳交易所发布股票价格指数。4月22日，深圳股市当天零成交量，同年9月6日深证综指跌到45.65的最低点。
1991年7月，上海交易所发布股票价格指数。
1991年7月3日，深圳证券交易所正式开业。
1992年5月21日，沪市全面放开股价，股市全面上涨，最高升至1429点，带动中国股市的第一次牛市。
1992年8月10日，深圳发售1992年新股认购抽签表，发生震惊全国的“8·10风波”。大量投资者涌向深圳，甚至利用收购回来的身份证认购抽签表，造成社会混乱，政府出面干预。
1992年10月12日，国务院证券委员会及中国证监会成立。期间两市股价全面下跌，牛市结束。
1992年，深圳原野公司因董事长转移、侵占上市公司资金等问题而被调查停牌，此为第一只被停牌的股票。

### 1993年，股票市场地位确立
1993年，国务院发布《股票发行与交易管理暂行条例》，这是第一部有关股票发行和交易的行政法规。同年还发布了《企业债债券管理条例》、《证券交易所管理暂行办法》等法规。
1993年7月至1994年3月，青岛啤酒、上海石化等公司在港发行H股上市。
1994年7月底，中国证监会推出多项利好政策，8月1日当天两市强劲反弹均超过30%，一个月后上证指数突破1000点，比7月上涨了三倍多。
1995年7月中国证监会正式加入证监会国际组织。1998年国务院证券委撤消。

### 1995年3·27风波
1995年2月23日，上海国债市场发生327国债期货事件。中国期货市场于1995年进行全面的整顿清理，资金转而投向股票市场。同年8月四川长虹转配法人股违规上市，暴露了包括证券交易所在内的证券市场各主体都有违规违法的风险。
1996年深圳市场出现短暂繁华，后受到政策影响下跌。1997年中国证券市场建立以来最大的欺诈案琼民源案被查处。同年中国证监会对违规的深发展、君安证券、海通证券、申银万国、广发证券、大鹏证券等公司作出处罚。
1998年开元、金泰两只封闭式基金在两交易所发行上市，标志着中国证券投资基金正式启动。同年年底，《证券法》经全国人大常委会通过，于次年7月1日正式实施。

### 1999年5·19行情风波
1999年5月19日，在龍頭股四川长虹、深发展及科技网络概念股的带动下，5·19行情启动，新一轮牛市出现，此次行情一度到达2245点左右。
2000年12月12日，宝钢股份上市，中国证券市场迎来第一个超级大盘股。2001年8月8日另一个超级大盘股中国石化上市，中国股市开始了漫漫熊市。

### 国有股减持
中国股市最大的特点是国有股、法人股上市时承诺不流通，因此各股票只有流通股在市场中按照股价进行交易，然而指数却是依照总股本加权计算，从而形成操盘上的“以少控多”的特点。例如比较显著的是1997年以前的东北电、吉林化工，由于其总股本较大而流通股数较少，因此只动用少量的资金影响这两只股票，就能形成对指数的部分控制。
到了2001年后，中国证监会逐渐提出要解决国有股的不能流通问题，要盘活国有资产，曾先后出台了一些方案。但由于在当初的上市发行环节，流通股股东以超高市盈率购买了流通股，而出台的这些方案都或多或少地损害了流通股股东的正当利益。市场对国有股减持计划的不认同，加上9·11事件爆发，美国网络股泡沫破裂，上证指数由2245点跌至1500多点，从此步入熊市。迫于市场的压力，中国证监会宣布暂停“国有股减持”的改革。

### 股权分置改革
2005年6月，中国股市上证指数跌至998点左右，沪深两市的总市值才3万多亿元，仅占当年国内生产总值的16.8%。中国证监会再次提出“股权分置改革”，其实质仍然是国有股减持，不同的是，这一改革以消除股权分置为目标，连法人股的流通都包括了进来，通过原有大股东对流通股东的各种补偿政策（包括送股、发行权证、资产重组等），实现大股东的股权流通。市场对股权分置改革的分歧巨大，有人认为补偿方法判断欠缺公允。不过从当年年底12月开始，中国股市再一次步入牛市行情。2007年10月，上证指数一度达到6124点，涨幅惊人，股市产生严重泡沫。

### “次级贷款风暴”影响下的股灾
从2007年11月底开始，受美国次级贷款问题及市场过度扩容影响，中国股市开始下挫。2008年10月28日，中国股市暴跌至1664点，从本轮行情最高点下跌超过72％，创下当时全球股市最深跌幅。大多数市场参与者认为主要原因是受大小非解禁影响，彻底改变了市场供求关系。面对市场投资者对于股改对价明显过低、股改已经失败的质疑，政府一直没有回应，也没有出台有利于市场回暖的政策。由于本轮牛市吸引了包括中产阶级的各个阶层参与，被套牢的他们的消费能力和行为受到不同程度的影响，对中国经济扩大内需、减少对投资和出口的依赖引发巨大挑战。

### 後續
2022年4月29日起，中國股票交易过户费总体下调50%。
2023年2月1日，证监会宣布全面实行股票发行注册制改革正式启动，而且上市后的前5个交易日不设涨跌幅限制。

## 历史著名事件
- “最早股票之争”：成都蜀都、深宝安、天桥百货、飞乐音响4只股票都曾被称为第一股。
- “杨百万”，上海股民杨怀定是中国散户投资者的偶像。
- “深市零成交”
- “深圳8·10事件”
- “原野案”
- “宝延风波”
- “苏三山案”
- “万科股东之争”：万科管理层与股票承销商的冲突。
- “琼民源案”
- “红光实业案”
- “大庆联谊案”
- “郑州百文案”
- “吕梁事件”：吕梁操纵“中科创业”（“康达尔”）事件。
- “银广厦案”
- “藍田金融事件”：上市公司制造虚假材料。
- “德隆事件”：德隆公司操纵上市公司。
- “科龙案”
- “基金黑幕”
- “国泰证券云南余卉案”
- “兰州铁路局张宁案”
- “广发证券借壳延边公路内幕交易案”
- “杭萧钢构内幕交易案”
- “首放咨询汪建中操纵市场案”
- “涨停板的取消和设置”
- 2007年中国股市泡沫
- “印花税调整起伏”
- 2011年重庆啤酒股价暴跌，由此产生描述股价暴跌时散户心态的名词——关灯吃面。
- 2015年中國股災
- 徐翔涉嫌内幕交易、操纵股价案
- 熔断机制试行
- 康得新虚假陈述案